# Geneviève Meurgues
Geneviève Meurgues (4 de febrero de 1931, París) de una familia originaria de Saint-Germain-de-Modéon, es una exploradora, museóloga y conferencista francesa, profesora del Museo Nacional de Historia Natural de Francia, especialista en conservación de especímenes de historia natural, conocida por haber conservado el barco romano de Marsella.

## Biografía

### Juventud
Hasta 1962, fue apoyo de su familia de origen, trabajando en un laboratorio de análisis clínicos y rematando sus estudios al C.N.A.M. en las propiedades de la química y de la bioquímica. Ingresa luego el Conservatorio nacional de los artes y oficios egresando ingeniera en 1967 con una tesis sobre los ácidos nucléïques de la seta Aspergillus niger.

### Carrera
En 1962, el profesor Roger Heim la señala y le encarga poner en marcha, al seno del Servicio Nacional de Museología del MNHN, un laboratorio científico dedicado a nuevos métodos de conservación y de presentación (liofilización, impregnación resinosa, conservación de colores, restauración de los objetos expuestos, escenarización...), que organiza y dirige, y preparando un doctorando DEA de zoología sobre los dípteros callifóridos, que obtiene en 1973.
Resultó directora asistente del Museo, y dirigió las expediciones de recolección (Kurdistán, Afganistán, Cachemira, China, Marruecos…).
Organizó numerosas exposiciones temporales y: Los pigments vegetales en 1963, Orchidées y plantas épiphytes en 1966, Meteoritos, mensajeras del cosmos en 1968, La Naturaleza al microscope electrónico en 1971, Sáhara antes el desierto en 1974, Les plus beaux coquillages du monde en 1975, Historia natural de la sexualidad en 1977 con André Langaney, Claude Bernard naturalista en 1978, La bionique, ciencia de las invenciones de la naturaleza en 1985, La géonomie, ciencia del humano en la naturaleza en 1986, y el Bicentenaire de Buffon en 1988. A partir de 1986, fue responsable de una serie de Salones temporales Perfumes de plantas, una colaboración del museo con industriales y empresas de las aromáticas.
Paralelamente, redactó la sinopsis de la película de carácter geonómico Esquisse de un planeta habitado de Maxence Revault de Allonnes y Jean-Pierre Gasc y participó en la creación del Museo de las Ciencias de la Tierra de Rabat (Marruecos) en colaboración con Philippe Cornamusa.
En torno a 1980,  Geneviève liofilizó y enresinó pieza por pieza, el casco antiguo del barco romano encontrado bajo la obra del centro comercial de la Bolsa en Marsella, actualmente expuesta en el Museo de Historia de Marsella,.
En 1985 recibe el Premio Jean-Perrin por sus esfuerzos de popularización de la Ciencia. 
Desde 1988, se vuelca en la renovación, con vistas a la reapertura, de la gran galería de la evolución del Museo Nacional de historia natural, al seno de la célula de prefiguración dirigida por Michel van Praet. Trabajó en la elección de los especímenes del Acto I, en su escenarización, a la redacción de los textos científicos y de las sinopsis de los documentales, diaporamas y juegos, en todos los apoyos de comunicación de esta primera parte de la galería. La gran Galería de la Evolución se inauguró el 21 de junio de 1994, día del solsticio de verano, por François Mitterrand, donde Geneviève fue una de las guías. Fue nombrada profesora del Museo en 1992. Fue hasta su retiro en 1998, subdirectora de la gran Galería de la Evolución.

### Retiro
Retirada a Saint-Germain-de-Modéon, Geneviève redacta artículos, en revistas especializadas, transmitiendo su saber en materia de museología y escenarización, a restaurar la granja familiar y a crear un refugio para animales domésticos abandonados. Ha hecho donativo de su biblioteca científica al Museo de Autun y prepara un libro: Invenciones y bricolajes de la naturaleza.

## Distinciones
- Premio Científico de la Fundación de Francia, con André Langaney, 1978
- Premio de la Sociedad francesa de Física, 1985
- El Relictocarabus meurguesianus, insecto descubierto en Marruecos, se nombró en su honor.[5]

## Obra
- G. Meurgues y G. Ledoux, Interés del estudio de la bolsa interna dévaginé y en extensión. Anuales de la Sociedad entomologique de Francia (N. S.) 2 : 661-669.

- Influye de la composición minérale del medio de cultura sobre la biosynthèse de los Ácidos Nucléiques de Aspergillus niger, tesis, Conservatoire Nacional de los Artes y Oficios 1967.

- La conservación de las spécimens de historia natural, in : Museum Internacional, Volumen 38-2, 12 de enero de 1986 p. 92–97.

- Perfumes de Plantas, préface de Philippe Cornamusa, éd. del Muséum nacional de historia natural, 1987.  (ISBN 2-85653-156-3).

- Un ejemplo de colaboración entre un museo y la industria para la exposición Perfumes de plantas al Muséum nacional de Historia natural, in": Cultura científica y Técnica de la Empresa, 1994, p. 229-232.

- De la galería de Zoologie a la gran Galería de la Evolución, in : La conservación - una ciencia en evolución : balance y perspectivas, Actos de las terceras jornadas internacionales de estudios del ARSAG, Apuestas 21-25 de abril de 1997 p. 57-62.